# Xi2 Lupi
Xi2 Lupi (ξ2 Lupi, förkortad Xi2 Lup, ξ2 Lup), som är stjärnans Bayer-beteckning, är en ensam stjärna i nordöstra delen av stjärnbilden Vargen där den bildar en visuell dubbelstjärna med Xi1 Lupi. År 2004 hade paret en vinkelseparation på 10,254 bågsekunder vid en positionsvinkel på 49,21°. Den har en magnitud av 5,55 och är svagt synlig för blotta ögat där ljusföroreningar ej förekommer. Baserat på parallaxmätning inom Hipparcosuppdraget på ca 21,7 mas, beräknas den befinna sig på ett avstånd av ca 150 ljusår (46 parsek) från solen. Stjärnan har en egenrörelse på 14,3 ± 1,9 km/s i förhållande till sina grannar, och är med 86 procent sannolikhet en flyktstjärna. 

## Egenskaper
Xi2 Lupi är en blå till vit stjärna i huvudserien av spektralklass B9 V. Den har en massa som är ca 2,4 gånger solens massa, en radie som är ca 1,4 gånger solens radie och avger ca 11 gånger mer energi än solen från dess fotosfär vid en effektiv temperatur på ca 9 700 K.